# Diskografie Hoziera
Toto je seznam vydané diskografie irského zpěváka a hudebníka Hoziera.

## Alba

### Studiová alba
| Název            | Detaily o albu                                              | Umístění v hitparádách | Umístění v hitparádách | Umístění v hitparádách | Umístění v hitparádách | Umístění v hitparádách | Umístění v hitparádách | Umístění v hitparádách | Umístění v hitparádách | Umístění v hitparádách | Umístění v hitparádách | Certifikace | Prodeje       |
| Název            | Detaily o albu                                              | IRE                    | AUS                    | BEL (FL)               | CAN                    | GER                    | NLD                    | NZ                     | SWI                    | UK                     | US                     | Certifikace | Prodeje       |
| ---------------- | ----------------------------------------------------------- | ---------------------- | ---------------------- | ---------------------- | ---------------------- | ---------------------- | ---------------------- | ---------------------- | ---------------------- | ---------------------- | ---------------------- | --- | ------------- |
| Hozier           | - Vydáno: 19. září 2014 - Vydavatelství: Rubyworks, Island  | 1                      | 3                      | 2                      | 2                      | 14                     | 7                      | 3                      | 14                     | 3                      | 2                      | - IRMA: 6× Platinum - ARIA: 2× Platinum - BPI: 3× Platinum - BVMI: Gold - MC: 7× Platinum - NVPI: Platinum - RIAA: 5× Platinum - RMNZ: 6× Platinum | - US: 972,000 |
| Wasteland, Baby! | - Vydáno: 1. března 2019 - Vydavatelství: Rubyworks, Island | 1                      | 8                      | 19                     | 9                      | 15                     | 3                      | 9                      | 16                     | 6                      | 1                      | - BPI: Gold - MC: Platinum - RIAA: Platinum | - US: 75,000  |
| Unreal Unearth   | - Vydáno: 18. srpna 2023 - Vydavatelství: Rubyworks, Island | 1                      | 13                     | 7                      | 7                      | 4                      | 2                      | 2                      | 5                      | 1                      | 3                      | - BPI: Gold - RIAA: Platinum - RMNZ: Platinum | - US: 39,000  |

## Extended play
| Název                                                                                   | Detaily o EP                                                                   | Umístění v hitparádách | Umístění v hitparádách | Umístění v hitparádách | Umístění v hitparádách | Umístění v hitparádách | Umístění v hitparádách | Umístění v hitparádách |
| Název                                                                                   | Detaily o EP                                                                   | CAN                    | POR                    | SWI                    | US                     | US Alt                 | US Folk                | US Rock                |
| --------------------------------------------------------------------------------------- | ------------------------------------------------------------------------------ | ---------------------- | ---------------------- | ---------------------- | ---------------------- | ---------------------- | ---------------------- | ---------------------- |
| Take Me to Church                                                                       | - Vydáno: 13. září 2013 - Vydavatelství: Rubyworks                             | —                      | —                      | —                      | 107                    | —                      | 3                      | —                      |
| From Eden                                                                               | - Vydáno: 9. března 2014 - Vydavatelství: Rubyworks                            | —                      | —                      | —                      | —                      | —                      | 9                      | —                      |
| Spotify Sessions London                                                                 | - Vydáno: 2014 - Vydavatelství: Rubyworks                                      | —                      | —                      | —                      | —                      | —                      | —                      | —                      |
| Live in America                                                                         | - Vydáno: 31. července 2015 - Vydavatelství: Rubyworks                         | —                      | —                      | —                      | —                      | 21                     | 7                      | 29                     |
| Nina Cried Power                                                                        | - Vydáno: 7. září 2018 - Vydavatelství: Rubyworks                              | 33                     | —                      | —                      | 60                     | 5                      | 2                      | 8                      |
| Spotify Singles                                                                         | - Vydáno: 2019 - Vydavatelství: Rubyworks                                      | —                      | —                      | —                      | —                      | —                      | —                      | —                      |
| Eat Your Young                                                                          | - Vydáno: 17. března 2023 - Vydavatelství: Rubyworks                           | —                      | —                      | —                      | —                      | —                      | —                      | —                      |
| Unheard                                                                                 | - Vydáno: 22. března 2024 - Vydavatelství: Rubyworks                           | 8                      | 86                     | 57                     | 10                     | 3                      | 3                      | 3                      |
| Unaired                                                                                 | - Vydáno: 16. srpna 2024 - Vydavatelství: Rubyworks - Format: Digital download | —                      | —                      | —                      | —                      | —                      | —                      | —                      |
| "—" značí, že se nahrávka neumístila v hitparádách nebo v tomto území ani nebyla vydána |                                                                                |                        |                        |                        |                        |                        |                        |                        |

## Singly

### Jako hlavní umělec
| "Take Me to Church"                                                                     | 2013 | 2  | 2  | 1  | 2  | 2  | 2  | 2  | 1  | 2   | 2  | - ARIA: 18× Platinum - BEA: 3× Platinum - BPI: 7× Platinum - BVMI: 7× Gold - IFPI SWI: Platinum - MC: Diamond - NVPI: 3× Platinum - RIAA: 15× Platinum - RMNZ: 9× Platinum | Hozier                                   |
| "From Eden"                                                                             | 2014 | 2  | —  | —  | —  | —  | —  | —  | —  | 69  | —  | - ARIA: Gold - BPI: Platinum - MC: Platinum - RIAA: 2× Platinum - RMNZ: Platinum                                                                                           | Hozier                                   |
| "Sedated"                                                                               | 2014 | 3  | —  | —  | —  | —  | —  | —  | —  | —   | —  | - RIAA: Gold | Hozier                                   |
| "Work Song"                                                                             | 2015 | 39 | —  | —  | 92 | —  | —  | —  | —  | —   | —  | - BPI: Platinum - MC: 5× Platinum - RIAA: 4× Platinum - RMNZ: 2× Platinum                                                                                                  | Hozier                                   |
| "Someone New"                                                                           | 2015 | 13 | 24 | —  | 90 | —  | —  | 13 | —  | 19  | —  | - ARIA: Platinum - BPI: 2x Platinum - MC: 4× Platinum - RMNZ: 3× Platinum - RIAA: 3× Platinum                                                                              | Hozier                                   |
| "Jackie & Wilson"                                                                       | 2015 | 68 | —  | —  | —  | —  | —  | —  | —  | 179 | —  | - BPI: Gold - MC: Platinum - RIAA: Platinum - RMNZ: Platinum | Hozier                                   |
| "Cherry Wine"                                                                           | 2016 | 56 | —  | —  | —  | —  | —  | —  | —  | —   | —  | - BPI: Gold - MC: Platinum - RIAA: 2× Platinum - RMNZ: Platinum | Hozier                                   |
| "Better Love"                                                                           | 2016 | 72 | —  | —  | —  | —  | —  | —  | —  | —   | —  | | Legenda o Tarzanovi                      |
| "Nina Cried Power" (feat. Mavis Staples)                                                | 2018 | 10 | —  | —  | —  | —  | —  | —  | —  | 87  | —  | - MC: Gold | Wasteland, Baby!                         |
| "Movement"                                                                              | 2018 | 40 | —  | —  | —  | —  | —  | —  | —  | —   | —  | - BPI: Silver - MC: Platinum - RIAA: Platinum - RMNZ: Gold | Wasteland, Baby!                         |
| "Almost (Sweet Music)"                                                                  | 2019 | 8  | —  | —  | —  | —  | —  | —  | —  | 82  | —  | - BPI: Gold - MC: 2× Platinum - RIAA: 2× Platinum - RMNZ: Platinum | Wasteland, Baby!                         |
| "Dinner & Diatribes"                                                                    | 2019 | —  | —  | —  | —  | —  | —  | —  | —  | —   | —  | | Wasteland, Baby!                         |
| "The Bones (remix)" (s Maren Morris)                                                    | 2019 | —  | —  | —  | —  | —  | —  | —  | —  | —   | —  | | Singly bez alb                           |
| "Jackboot Jump"                                                                         | 2019 | —  | —  | —  | —  | —  | —  | —  | —  | —   | —  | | Singly bez alb                           |
| "The Parting Glass"                                                                     | 2020 | 44 | —  | —  | —  | —  | —  | —  | —  | —   | —  | | Singly bez alb                           |
| "Swan Upon Leda"                                                                        | 2022 | 33 | —  | —  | —  | —  | —  | —  | —  | —   | —  | | Singly bez alb                           |
| "Eat Your Young"                                                                        | 2023 | 7  | —  | —  | 40 | —  | 94 | 38 | 73 | 22  | 67 | - BPI: Silver - RIAA: Gold - RMNZ: Gold | Unreal Unearth                           |
| "Francesca"                                                                             | 2023 | 37 | —  | —  | —  | —  | —  | —  | —  | —   | —  | | Unreal Unearth                           |
| "Unknown / Nth"                                                                         | 2023 | 55 | —  | —  | —  | —  | —  | —  | —  | —   | —  | - RIAA: Gold | Unreal Unearth                           |
| "De Selby (Part 2)"                                                                     | 2023 | 30 | —  | —  | —  | —  | —  | —  | —  | —   | —  | | Unreal Unearth                           |
| "Northern Attitude" (s Noah Kahan)                                                      | 2023 | —  | 63 | —  | 21 | —  | —  | 39 | —  | —   | 37 | - BPI: Silver - MC: 2× Platinum - RIAA: Platinum - RMNZ: Platinum | Stick Season (Forever)                   |
| "Too Sweet"                                                                             | 2024 | 1  | 1  | 15 | 2  | 10 | 9  | 1  | 5  | 1   | 1  | - ARIA: 4× Platinum - BEA: Platinum - BPI: 2× Platinum - BVMI: Gold - IFPI SWI: Platinum - NVPI: Gold - RIAA: 4× Platinum - RMNZ: 3× Platinum                              | Unheard                                  |
| "Nobody's Soldier"                                                                      | 2024 | 44 | —  | —  | 90 | —  | —  | —  | —  | 48  | —  | | Unaired                                  |
| "Hymn to Virgil"                                                                        | 2024 | —  | —  | —  | —  | —  | —  | —  | —  | —   | —  | | Unreal Unearth: Unending                 |
| "The First Time Ever I Saw Your Face" (s Barbra Streisand)                              | 2025 | —  | —  | —  | —  | —  | —  | —  | —  | —   | —  | | The Secret of Life: Partners, Volume Two |
| "—" značí, že se nahrávka neumístila v hitparádách nebo v tomto území ani nebyla vydána |      |    |    |    |    |    |    |    |    |     |    | |                                          |

### Jako vedlejší umělec
| Název                                       | Rok  | Umístění v hitparádách | Umístění v hitparádách | Umístění v hitparádách | Umístění v hitparádách | Umístění v hitparádách | Umístění v hitparádách | Umístění v hitparádách | Umístění v hitparádách | Umístění v hitparádách | Umístění v hitparádách | Certifikace                                          | Album         |
| Název                                       | Rok  | IRE                    | ČR                     | GER                    | GRE                    | ITA                    | NLD                    | SWE                    | SWI                    | UK                     | WW                     | Certifikace                                          | Album         |
| ------------------------------------------- | ---- | ---------------------- | ---------------------- | ---------------------- | ---------------------- | ---------------------- | ---------------------- | ---------------------- | ---------------------- | ---------------------- | ---------------------- | ---------------------------------------------------- | ------------- |
| "Tell It to My Heart" (Meduza feat. Hozier) | 2021 | 13                     | 16                     | 70                     | 81                     | 70                     | 55                     | 97                     | 65                     | 46                     | 186                    | - BPI: Silver - RIAA: Gold - FIMI: Gold - RMNZ: Gold | Singl bez alb |

## Další umístěné a certifikované písně
| "Like Real People Do"                                                                   | 2013 | 69 | —  | —  | —  | —  | —  | —  | —  | —  | 32 | - BPI: Gold - MC: 3× Platinum - RIAA: 2× Platinum - RMNZ: Platinum | Take Me to Church a Hozier          |
| "Angel of Small Death & the Codeine Scene"                                              | 2013 | 34 | —  | —  | —  | —  | —  | —  | —  | —  | 30 | - BPI: Silver - MC: Gold - RIAA: Platinum                          | Take Me to Church a Hozier          |
| "Arsonist's Lullabye"                                                                   | 2014 | —  | —  | —  | —  | —  | —  | —  | —  | —  | 25 | - BPI: Silver - RIAA: Gold - RMNZ: Gold                            | From Eden a Hozier                  |
| "To Be Alone"                                                                           | 2014 | 74 | —  | —  | —  | —  | —  | —  | —  | —  | 48 | - RIAA: Gold - MC: Gold                                            | From Eden a Hozier                  |
| "In a Week" (feat. Karen Cowley)                                                        | 2014 | —  | —  | —  | —  | —  | —  | —  | —  | —  | —  | - RIAA: Gold                                                       | Hozier                              |
| "It Will Come Back"                                                                     | 2014 | —  | —  | —  | —  | —  | —  | —  | —  | —  | —  | - RIAA: Gold                                                       | Hozier                              |
| "Foreigner's God"                                                                       | 2014 | —  | —  | —  | —  | —  | —  | —  | —  | —  | —  | - RIAA: Gold                                                       | Hozier                              |
| "Do I Wanna Know?" (live at the BBC)                                                    | 2014 | 9  | 73 | 79 | 23 | 21 | 17 | 18 | —  | 9  | 13 |                                                                    | Hozier                              |
| "NFWMB"                                                                                 | 2018 | 27 | —  | —  | —  | —  | —  | —  | —  | —  | 34 |                                                                    | Nina Cried Power                    |
| "Moment's Silence (Common Tongue)"                                                      | 2018 | —  | —  | —  | —  | —  | —  | —  | —  | —  | —  |                                                                    | Nina Cried Power                    |
| "Shrike"                                                                                | 2018 | 31 | —  | —  | —  | —  | —  | —  | —  | —  | 30 | - MC: Platinum - RIAA: Gold - RMNZ: Gold                           | Nina Cried Power a Wasteland, Baby! |
| "No Plan"                                                                               | 2019 | —  | —  | —  | —  | —  | —  | —  | —  | —  | 44 |                                                                    | Wasteland, Baby!                    |
| "To Noise Making (Sing)"                                                                | 2019 | 44 | —  | —  | —  | —  | —  | —  | —  | —  | 35 |                                                                    | Wasteland, Baby!                    |
| "Would That I"                                                                          | 2019 | —  | —  | —  | —  | —  | —  | —  | —  | —  | —  | - BPI: Silver - MC: Platinum - RIAA: Platinum - RMNZ: Gold         | Wasteland, Baby!                    |
| "Wasteland, Baby!"                                                                      | 2019 | —  | —  | —  | —  | —  | —  | —  | —  | —  | —  | - MC: Gold - RIAA: Gold                                            | Wasteland, Baby!                    |
| "All Things End"                                                                        | 2023 | 30 | —  | —  | —  | —  | —  | —  | —  | 15 | 19 |                                                                    | Eat Your Young a Unreal Unearth     |
| "Through Me (The Flood)"                                                                | 2023 | 40 | —  | —  | —  | —{ | —  | —  | —  | 17 | 22 |                                                                    | Eat Your Young a Unreal Unearth     |
| "De Selby (Part 1)"                                                                     | 2023 | 34 | —  | —  | —  | —  | —  | —  | —  | 22 | 28 |                                                                    | Unreal Unearth                      |
| "First Time"                                                                            | 2023 | —  | —  | —  | —  | —  | —  | —  | —  | 19 | 25 |                                                                    | Unreal Unearth                      |
| "I, Carrion (Icarian)"                                                                  | 2023 | —  | —  | —  | —  | —  | —  | —  | —  | 25 | 31 |                                                                    | Unreal Unearth                      |
| "Damage Gets Done" (s Brandi Carlile)                                                   | 2023 | 67 | —  | —  | —  | —  | —  | 86 | —  | 16 | 21 |                                                                    | Unreal Unearth                      |
| "Who We Are"                                                                            | 2023 | —  | —  | —  | —  | —  | —  | —  | —  | —  | 32 |                                                                    | Unreal Unearth                      |
| "Son of Nyx"                                                                            | 2023 | —  | —  | —  | —  | —  | —  | —  | —  | —  | 41 |                                                                    | Unreal Unearth                      |
| "To Someone from a Warm Climate (Uiscefhuaraithe)"                                      | 2023 | —  | —  | —  | —  | —  | —  | —  | —  | —  | 45 |                                                                    | Unreal Unearth                      |
| "Butchered Tongue"                                                                      | 2023 | —  | —  | —  | —  | —  | —  | —  | —  | —  | 49 |                                                                    | Unreal Unearth                      |
| "Anything But"                                                                          | 2023 | —  | —  | —  | —  | —  | —  | —  | —  | —  | 47 |                                                                    | Unreal Unearth                      |
| "Abstract (Psychopomp)"                                                                 | 2023 | —  | —  | —  | —  | —  | —  | —  | —  | —  | 42 |                                                                    | Unreal Unearth                      |
| "First Light"                                                                           | 2023 | —  | —  | —  | —  | —  | —  | —  | —  | —  | 50 |                                                                    | Unreal Unearth                      |
| "Be" (Acoustic)                                                                         | 2024 | —  | —  | —  | —  | —  | —  | —  | —  | —  | —  |                                                                    | Wasteland, Baby! (Special Edition)  |
| "Wildflower and Barley" (s Allison Russell)                                             | 2024 | 35 | 72 | —  | —  | —  | —  | 86 | 88 | 10 | 11 |                                                                    | Unheard                             |
| "Empire Now"                                                                            | 2024 | 39 | 79 | —  | —  | —  | —  | 92 | 98 | 13 | 14 |                                                                    | Unheard                             |
| "Fare Well"                                                                             | 2024 | —  | —  | —  | —  | —  | —  | —  | —  | 15 | 19 |                                                                    | Unheard                             |
| "July"                                                                                  | 2024 | —  | —  | —  | —  | —  | —  | —  | —  | —  | 40 |                                                                    | Unaired                             |
| "That You Are" (s Bedouine)                                                             | 2024 | —  | —  | —  | —  | —  | —  | —  | —  | —  | 49 |                                                                    | Unaired                             |
| "Bullseye" (s Lucy Dacus)                                                               | 2025 | —  | —  | —  | —  | —  | —  | —  | —  | —  | 35 |                                                                    | Forever Is a Feeling                |
| "—" značí, že se nahrávka neumístila v hitparádách nebo v tomto území ani nebyla vydána |      |    |    |    |    |    |    |    |    |    |    |                                                                    |                                     |